# Краснощёкий суслик
Краснощёкий су́слик (лат. Spermophilus erythrogenys) — грызун рода сусликов. Своё название получил из-за больших каштаново-бурых или рыжих пятен на щеках. Это суслик средней величины: длина тела 23,5-28 см. Хвост короткий — 41—65 мм (1/6 — 1/4 длины тела). Окраска спины и верха головы от буровато-охристой до серо-охристой. Концы волос на спине не белые и не образуют резкой беловатой штриховки. У многих особей заметна крапчатость. Рыжеватые тона на боках туловища и конечностях развиты слабо. Сезонный диморфизм меха не резкий. В кариотипе 36 хромосом.
Водится на юге Западной Сибири — в равнинных полупустынях и сухих ковыльных степях от Иртыша до р. Томи, предгорий Алтая и Кузнецкого Алатау. На севере не встречается дальше 57° с.ш. На юге достигает Карагандинской области (Центральный Казахстан). Водится также в Монголии (между Хангаем и Алтаем) и в Синьцзяне.
На севере ареала селится по окраинам берёзово-осиновых колков в лесостепи и по разнотравным степям; на юге — среди разреженных саксаульников; в горных степях — до высоты 2100 м над уровнем моря. На востоке и северо-востоке ареала обычен на выгонах, целинных и залежных участках и даже на сильно засолённых землях. На пашнях встречается редко.
Живёт колониями. Норы у краснощёкого суслика простые, глубокие (до 3,5 м), земляных выбросов (сусликовин) у входных отверстий нет. Активен днём. Из спячки выходит в конце марта-апреле, после чего начинается гон. В выводке в среднем 7-9 детёнышей. Питается краснощёкий суслик степными злаками: цветами, листьями, стеблями и семенами. Примесь животных кормов невелика. В спячку ложится в августе — первой половине сентября.
Краснощёкий суслик является вредителем посевов зерновых, огородных культур и подсолнечника. Болеет чумой и местами является её природным носителем; также переносит энцефалит, туляремию и др. болезни.
В целом, по образу жизни сходен с большим сусликом.